# Пайтхан
Пайтхан (Paiṭhaṇ), бывший Пратиштхана, — муниципальный город в центральной Индии, штат Махараштра. Расположен на слиянии Ганга и Джамны, в 56 километрах к югу от окружного центра, города Аурангабада на реке Годавари. Бывшая столица династии Сатавахана (правители со II века до н. э. по II век нашей эры). Один из немногих внутренних городов, упомянутых в греческой книге I века, «Перипл Эритрейского моря» (Paethena).

## История
Город Пратиштхана (санскр. Pratishthâna = «основание») упоминается в «Махабхарате» как столица царей лунной династии.